# Monica Törnell
Monica Törnell (ur. 3 czerwca 1954 w Trönö, Hälsingland w Szwecji) – szwedzka wokalistka pop-rockowa i folkowa. Wraz z Lasse Holmem brała udział w Konkursie Piosenki Eurowizji w 1986 roku, gdzie wykonali utwór E' de' det här du kallar kärlek?.

## Dyskografia
Opracowano na podstawie materiału źródłowego.
- 1972 – Ingica (Philips 6316 017)
- 1973 – Alrik (Philips 6316 033)
- 1975 – Don't Give a Damn (Philips 6316 052)
- 1977 – Bush Lady (Mercury 6363 011)
- 1978 – Jag är som jag är... (Philips 6316 108)
- 1979 – Ingica Mångrind (Philips 6316 123)
- 1982 – Ängel (6362 Mercury 088)
- 1984 – Mica (Air AIRLP 1013)
- 1984 – Fri (Air AIRLP 1015)
- 1986 – Big Mama (Air AIRLP 1019)
- 1986 – Förut ..., Monica Törnells bästa (Kompilation, Air AIRLP 1021)
- 1988 – Månfred (RCA PD 71635)
- 1989 – Vive la Mystique (V.I.P. VCD 5001)
- 1992 – Äppelkväll, Monica Törnell sings Lennart Hellsing (Locomotion LOCO C-124)
- 1996 – Monica Törnell – svenska popfavoriter (Kompilation, Karussell 552 566-2)